# Leonardo Romero Tobar
Leonardo Romero Tobar (1941) es un profesor e historiador de la literatura español.

## Biografía
Nació en Burgos en 1941. Decantado por el estudio de la literatura española decimonónica, entre sus diversos títulos se encuentran Panorama crítico del Romanticismo español (1994), Dos liberales o lo que es entenderse. Hablando con Larra (2007) y Goya en las literaturas (2016), además de la edición de textos de Juan Valera.